# Kolay, Suluova
Kolay là một xã thuộc huyện Suluova, tỉnh Amasya, Thổ Nhĩ Kỳ. Dân số thời điểm năm 2010 là 436 người.